# Jurij Melnyčenko
Jurij Vasiljevič Melnyčenko (* 5. června 1972) je bývalý kyrgyzstánský a kazachstánský zápasník – klasik ukrajinské národnosti, olympijský vítěz z roku 1996.

## Sportovní kariéra
Zápasení se věnoval od 7 let v dnešním Kyrgyzstánu pod vedením Jegora Mukštadta. Specializoval se na zápas řecko-římský. Koncem osmdesátých let dvacátého století se připravoval ve Frunze (dnešní Biškek) ve vrcholovém sportovním středisku odborových svazů VDFSO pod vedením Valerije Fufačeva. Patřil ke generaci sovětských sportovců, jejichž sportovní kariéru ovlivnily radikální změny politického systému v jejich rodné zemi. Po rozpadu Sovětského svazu v roce 1991 nezávislý Kyrgyzstán nedokázal financovat střediska vrcholového sportu, jejichž majetek přešel po privatizaci do rukou soukromníků. Budovu na stadionu Selmaševec, kde se připravoval se nepodařilo úspěšně z privatizovat a zůstala zavřená. Živil se různě, byl vídán před nákupním střediskem v ulici Čuj jak veksluje peníze a zlato. Jeho životní cesta se však v roce 1993 začala ubírat lepším směrem. Jeho reprezentační kolega Raatbek Sanatbajev trénující trvale v Kazachstánu ho doporučil kazachstánským sportovním představitelům, kteří utvářeli nové reprezentační družstvo vedené bývalým sovětským reprezentačním trenérem Gennadijem Sapunovem.
Kazachstán reprezentoval od roku 1994 a při svém premiérovém roce v novým barvách se stal ve finském Tampere mistrem světa ve váze do 57 kg. Na olympijské hry v Atlantě v roce 1996 odjížděl jako favorit na vítězství. V úvodním kole porazil před časovým limitem na technickou převahu Rusa Alexandra Ignatěnka a bez většího zaváhání postoupil do finále proti domácímu Američanu Dennisi Hallovi. Po minutě finálového zápasu poslal rozhodčí pasivního Američana do parteru, ze kterého se svým typickým zvedem ujal vedení 4:0 na technické body. V posledních sekundách odolal závěrečnému náporu soupeře a vítězstvím 4:1 na technické body získal zlatou olympijskou medaili.
V roce 1999 se druhým místem na zářijovém mistrovství světa v Athénách kvalifikoval na olympijské hry v Sydney v roce 2000. V úvodním kole základní skupiny se utkal v repríze loňského finále mistrovství světa s jižním Korejcem Kim In-sopem. Zápas vyhrál po regulérní hrací době 1:0 na technické body, ale protože šlo o minimální bodový zisk šel zápas do prodloužení. V prodloužení mu soupeř způsobil tržnou ránu na obočí, po které ztratil vedení a prohrál 1:2 na technické body. Kazachstánští funkcionáři incident reklamovali. Jury protest uznala a nařídila zápas opakovat. Opakovaný duel však skončil 0:6 v jeho neprospěch. Ke druhému zápasu kvůli zraněnému obočí nenastoupil a olympijský turnaj tak pro něho skončil zklamáním. Na žádném větším mezinárodním turnaji se v dalších letech neukázal. Věnuje se trenérské práci v Kazachstánu a Kyrgyzstánu.

## Výsledky
| Turnaj            | Sovětský svaz | Sovětský svaz | Kyrgyzstán | Kyrgyzstán | Kazachstán | Kazachstán | Kazachstán | Kazachstán | Kazachstán | Kazachstán | Kazachstán |
| Turnaj            | 1990          | 1991          | 1992       | 1993       | 1994       | 1995       | 1996       | 1997       | 1998       | 1999       | 2000       |
| Turnaj            | 18            | 19            | 20         | 21         | 22         | 23         | 24         | 25         | 26         | 27         | 28         |
| Turnaj            | -57           | -62           |            |            | -57        | -57        | -57        | -58        | -58        | -58        | -58        |
| ----------------- | ------------- | ------------- | ---------- | ---------- | ---------- | ---------- | ---------- | ---------- | ---------- | ---------- | ---------- |
| Olympijské hry    |               |               | —          |            |            |            | 1.         |            |            |            | úč.        |
| Mistrovství světa | —             | —             |            | —          | 1.         | 2.         |            | 1.         | 4.         | 2.         |            |
| Asijské hry       |               |               |            |            | 1.         |            |            |            | —          |            |            |
| Mistrovství Asie  |               |               |            | —          |            | —          | 1.         | 1.         |            | 2.         | —          |
| MS nadějí         |               | 1.            |            |            |            |            |            |            |            |            |            |
| MS juniorů        | 1.            |               |            |            |            |            |            |            |            |            |            |